# Гомбожавын Лувсанцэвээн
Гомбожавын Лувсанцэвээн (монг. Гомбожавын Лувсанцэвээн; также Цэвээн тэргүүн; 1869 — 30 августа 1922) — министр финансов Монголии.

## Биография
Родился в 1869 году в Дархан-чинванском хошуне Тушэту-ханского аймака Внешней Монголии (ныне территория аймака Туве).
Зимой 1920 года Лувсанцэвээн встретился с войсками Унгерна в верховьях Онона, в хошуне Дайчин-Жонон-вана недалеко от Бэрээвэн-хийда, и выступил проводником по долинам рек Туул и Тэрэлж, одновременно обсуждая с командованием план освобождения Урги от китайцев. После прибытия в долину Уубулан посланника Богдо-хана с планом освобождения его из-под домашнего ареста набрал в горах Заан-Тэрэлжиийн-Нуруу несколько десятков ополченцев и занимался сбором продовольствия и припасов. По предложению Лувсанцэвээна его наставник Эрэнчинсамбу стал в монгольском ополчении войсковым ламой, а Хуухэн-хутухта исполнил ритуалы, направленные на выдворение китайцев из столицы и проводил агитацию за мобилизацию монгольских солдат на освобождение от китайской оккупации. После вывоза Богдо-гэгэна подконтрольные Лувсанцэвээну ополченцы охраняли его в Манджушри-хийде.
После успешного взятия Урги Богдо-хан пожаловал Лувсанцэвээну титул чин-вана, а также назначил министром финансов. После победы Народной революции снят с поста. Через год был привлечён по делу Бодоо и 30 августа 1922 года, согласно постановлению правительства № 38, расстрелян. 11 июня 1997 года реабилитирован по постановлению Верховного суда № 232.